# Taruszai járás
A Taruszai járás (oroszul Тарусский район) Oroszország egyik járása a Kalugai területen. Székhelye Tarusza.

## Népesség
- 1989-ben 14 848 lakosa volt.
- 2002-ben 15 680 lakosa volt.
- 2010-ben 15 255 lakosa volt.